# أولاد بوشيحة الشرقية (أولاد بوشيحة)
أولاد بوشيحة الشرقية هو دُوَّار يقع بجماعة عين عتيق، عمالة الصخيرات تمارة، جهة الرباط سلا القنيطرة في المملكة المغربية. ينتمي الدوّار لمشيخة أولاد بوشيحة التي تضم دوار واحد. يقدر عدد سكانه بـ 1233 نسمة حسب الإحصاء الرسمي للسكان والسكنى لسنة 2004.

## روابط خارجية
- البوابة الوطنية للجماعات الترابية
- المندوبية السامية للتخطيط